# بلدة ماسون (مقاطعة كاس)
ماسون، مقاطعة كاس (بالإنجليزية: Mason Township, Cass County, Michigan)‏ هي بلدة تقع بولاية ميشيغان في الولايات المتحدة. تبلغ مساحتها 53.2 (كم²)، وترتفع عن سطح البحر 258 م، بلغ عدد سكانها 2514 نسمة في عام تعداد الولايات المتحدة 2000 حسب إحصاء مكتب تعداد الولايات المتحدة وتصل الكثافة السكانية فيها 47.9 نسمة/كم2.

## وصلات خارجية
- The US50 - Cities and Towns in Michigan State
- Michigan Cities and Towns, Facts, Map, Flag, Colleges, Government, and More